# Ясьонно
Ясьонно (пол. Jasionno, нім. Eschenhorst) — село в Польщі, у гміні Ґроново-Ельблонзьке Ельблонзького повіту Вармінсько-Мазурського воєводства.
Населення — 217 осіб (2011).
У 1975-1998 роках село належало до Ельблонзького воєводства.

## Демографія
Демографічна структура станом на 31 березня 2011 року:
|          | Загалом | Допрацездатний вік | Працездатний вік | Постпрацездатний вік |
| -------- | ------- | ------------------ | ---------------- | -------------------- |
| Чоловіки | 107     | 30                 | 71               | 6                    |
| Жінки    | 110     | 28                 | 67               | 15                   |
| Разом    | 217     | 58                 | 138              | 21                   |